# Supercoppa Primavera 2 2018
La Supercoppa Primavera 2 2018 è stata la 1ª edizione del trofeo, che ha visto sfidarsi in finale a gara unica il Novara e il Palermo, squadre rispettivamente vincitrici dei gironi A e B del Campionato Primavera 2 2017-2018.

## Tabellino
| Arbitro: | De Santis (Lecce) |

|                                                                                       |            |                                                                                       |
|                                                                                       | Marcatori  | 60’ Cannavò                                                                           |
| Marricchi Zacchi Carrara Fonseca De Vitis Bellich Katuma Campus Salucci Cordea Stoppa | Formazioni | Guddo Fardella Tarantino De Marino Da Silva Ambro Rizzo Mendola Cannavò Santoro Gallo |

| Novara | Palermo |